# Lakeview (Alabama)
Lakeview – miasto w Stanach Zjednoczonych, w stanie Alabama, w hrabstwie DeKalb. W roku 2023 miasto zamieszkiwały 163 osoby, a gęstość zaludnienia wynosiła 101,9 osoby/km².